# نهر أمبلين
نهر أمبلين (بالإندونيسية: Batang Ombilin)‏ هو نهر في شمال سومطرة، إندونيسيا. وهو أحد روافد نهر إندراجيري.